# Łopuszna (rejon rohatyński)
Łopuszna (ukr.  Лопушня) – wieś na Ukrainie, w obwodzie iwanofrankiwskim, w rejonie rohatyńskim.